# Чіка Чуквумеріє
Чіка Чуквумеріє  (англ. Chika Chukwumerije, 30 грудня 1983) — нігерійський тхеквондист, олімпійський медаліст.

## Виступи на Олімпіадах
| Олімпіада  | Дисципліна      | Місце |
| ---------- | --------------- | ----- |
| Афіни 2004 | важка категорія | =11   |
| Пекін 2008 | важка категорія | =3    |